# Ark Linux
Ark Linux was een Duitse Linuxdistributie die zich richtte op mensen die geen eerdere ervaring hadden met Linux. Kenmerkend was de extreem eenvoudige installatieprogrammatuur. Voor installatie moest alleen de taal en het soort toetsenbord worden opgegeven, waarna de installer de installatie zonder verdere interactie van de gebruiker uitvoerde, maar waarbij de gebruiker wel een Tetris-spelletje kon gebruiken om de installatietijd te overbruggen.
Ark Linux maakte gebruik van de desktopomgeving KDE.
Van deze distributie waren twee versies beschikbaar: de live cd en het installatiepakket. Ook was er een cd met een add-on.